# Hinckley United FC
Hinckley United FC (celým názvem: Hinckley United Football Club) byl anglický fotbalový klub, který sídlil ve městě Hinckley v nemetropolitním hrabství Leicestershire. Založen byl v roce 1997 po fúzi klubů Hinckley Athletic FC a Hinckley Town FC. V roce 2013 byl londýnským Vrchním soudem poslán do likvidace. Po jeho zániku byl ve městě založen klub Hinckley AFC. Klubové barvy byly modrá a červená.
Své domácí zápasy odehrával na stadionu De Montfort Park s kapacitou 4 329 diváků.

## Úspěchy v domácích pohárech
Zdroj: 
- FA Cup
  - 2. kolo: 2001/02, 2004/05
- FA Trophy
  - 4. kolo: 1998/99

## Umístění v jednotlivých sezonách
Stručný přehled
Zdroj: 
- 1997–1999: Southern Football League (Midland Division)
- 1999–2001: Southern Football League (Western Division)
- 2001–2004: Southern Football League (Premier Division)
- 2004–2013: Conference North
- 2013–2014: Southern Football League (Premier Division)

Jednotlivé ročníky
Zdroj: 
Legenda: Z - zápasy, V - výhry, R - remízy, P - porážky, VG - vstřelené góly, OG - obdržené góly, +/- - rozdíl skóre, B - body, červené podbarvení - sestup, zelené podbarvení - postup, fialové podbarvení - reorganizace, změna skupiny či soutěže
| Anglie (1997 – 2013) |                                             |        |                                                             |                                                             |                                                             |                                                             |                                                             |                                                             |                                                             |                                                             |        |
| Sezóny               | Liga                                        | Úroveň | Z                                                           | V                                                           | R                                                           | P                                                           | VG                                                          | OG                                                          | +/-                                                         | B                                                           | Pozice |
| 1997/98              | Southern Football League (Midland Division) | 7      | 40                                                          | 15                                                          | 11                                                          | 14                                                          | 59                                                          | 56                                                          | +3                                                          | 56                                                          | 12.    |
| 1998/99              | Southern Football League (Midland Division) | 7      | 42                                                          | 20                                                          | 12                                                          | 10                                                          | 58                                                          | 40                                                          | +18                                                         | 72                                                          | 4.     |
| 1999/00              | Southern Football League (Western Division) | 7      | 42                                                          | 25                                                          | 12                                                          | 5                                                           | 89                                                          | 47                                                          | +42                                                         | 87                                                          | 3.     |
| 2000/01              | Southern Football League (Western Division) | 7      | 42                                                          | 30                                                          | 8                                                           | 4                                                           | 102                                                         | 38                                                          | +64                                                         | 98                                                          | 1.     |
| 2001/02              | Southern Football League (Premier Division) | 6      | 42                                                          | 14                                                          | 13                                                          | 15                                                          | 64                                                          | 62                                                          | +2                                                          | 55                                                          | 12.    |
| 2002/03              | Southern Football League (Premier Division) | 6      | 42                                                          | 12                                                          | 16                                                          | 14                                                          | 61                                                          | 64                                                          | -3                                                          | 52                                                          | 13.    |
| 2003/04              | Southern Football League (Premier Division) | 6      | 42                                                          | 15                                                          | 14                                                          | 13                                                          | 55                                                          | 46                                                          | +9                                                          | 59                                                          | 6.     |
| 2004/05              | Conference North                            | 6      | 42                                                          | 15                                                          | 11                                                          | 16                                                          | 55                                                          | 62                                                          | -7                                                          | 56                                                          | 12.    |
| 2005/06              | Conference North                            | 6      | 42                                                          | 14                                                          | 16                                                          | 12                                                          | 60                                                          | 55                                                          | +5                                                          | 58                                                          | 10.    |
| 2006/07              | Conference North                            | 6      | 42                                                          | 19                                                          | 12                                                          | 11                                                          | 68                                                          | 54                                                          | +14                                                         | 69                                                          | 4.     |
| 2007/08              | Conference North                            | 6      | 42                                                          | 11                                                          | 12                                                          | 19                                                          | 48                                                          | 69                                                          | -21                                                         | 45                                                          | 19.    |
| 2008/09              | Conference North                            | 6      | 42                                                          | 16                                                          | 9                                                           | 17                                                          | 56                                                          | 59                                                          | -3                                                          | 57                                                          | 10.    |
| 2009/10              | Conference North                            | 6      | 40                                                          | 16                                                          | 14                                                          | 10                                                          | 60                                                          | 52                                                          | +8                                                          | 62                                                          | 7.     |
| 2010/11              | Conference North                            | 6      | 40                                                          | 13                                                          | 7                                                           | 20                                                          | 76                                                          | 76                                                          | 0                                                           | 46                                                          | 15.    |
| 2011/12              | Conference North                            | 6      | 42                                                          | 13                                                          | 9                                                           | 20                                                          | 75                                                          | 90                                                          | -15                                                         | 48                                                          | 20.    |
| 2012/13              | Conference North                            | 6      | 42                                                          | 3                                                           | 4                                                           | 35                                                          | 37                                                          | 143                                                         | -106                                                        | 7                                                           | 22.    |
| 2013/14              | Southern Football League (Premier Division) | 7      | Klub se odhlásil v průběhu sezóny, výsledky byly anulovány. | Klub se odhlásil v průběhu sezóny, výsledky byly anulovány. | Klub se odhlásil v průběhu sezóny, výsledky byly anulovány. | Klub se odhlásil v průběhu sezóny, výsledky byly anulovány. | Klub se odhlásil v průběhu sezóny, výsledky byly anulovány. | Klub se odhlásil v průběhu sezóny, výsledky byly anulovány. | Klub se odhlásil v průběhu sezóny, výsledky byly anulovány. | Klub se odhlásil v průběhu sezóny, výsledky byly anulovány. | –.     |